# Christoph Wilhelm Mitscherlich
Christoph Wilhelm Mitscherlich (Weißensee, 20 ottobre 1760 – Gottinga, 6 gennaio 1854) è stato un filologo classico tedesco.
Scrisse diversi libri sulla letteratura greca. È meglio ricordato per la sua edizione delle odi del poeta romano Orazio.
Dal 1779 studiò presso l'Università Georg-August di Gottinga sotto Christian Gottlob Heyne. Nel 1785 divenne professore associato a Gottinga, dove lavorò anche presso la biblioteca universitaria. Nel 1794 raggiunse il titolo completo presso l'università, e nel 1816, 1823/1824 e 1829/1830 fu vice-rettore.

## Opere principali
- "Scriptores erotici Graeci', (1792–1798); 3 volumi.
  - Volume I. "Achillis Tatii alexandrini De Clitophontis et Leucippes amoribus".
  - Volume II, pt. 1-2. "Heliodori Aethiopicorum".
  - Volume III. "Longi Pastoralium de Daphnide et Chloe, accedunt Xenophontis Ephesiacorum De amoribus Anthiae et Abrocomae".
- "Heliodōrou aithiopikōn biblia deka = Heliodori Aethiopicorum libri decem", (1797); edizione di "Aethiopica" di Eliodoro di Emesa, serie "Scriptores erotici Graeci".
- "Q. Horatii Flacci", (1800), edizione di Orazio.[2]